# Conus furvus
Conus furvus là một loài ốc biển săn mồi, là động vật thân mềm chân bụng sống ở biển trong họ Conidae, họ ốc cối.

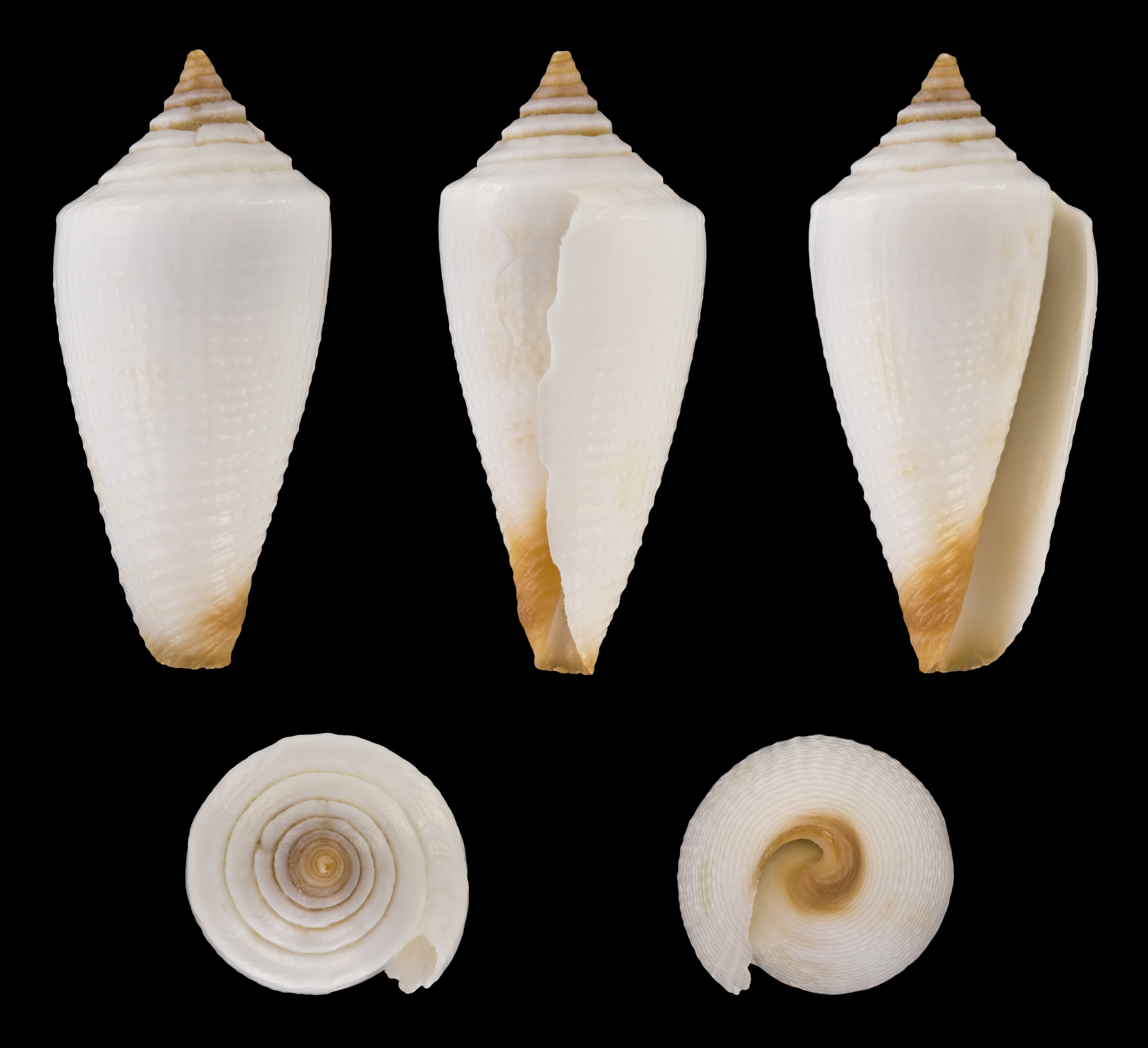
forma aegrotus
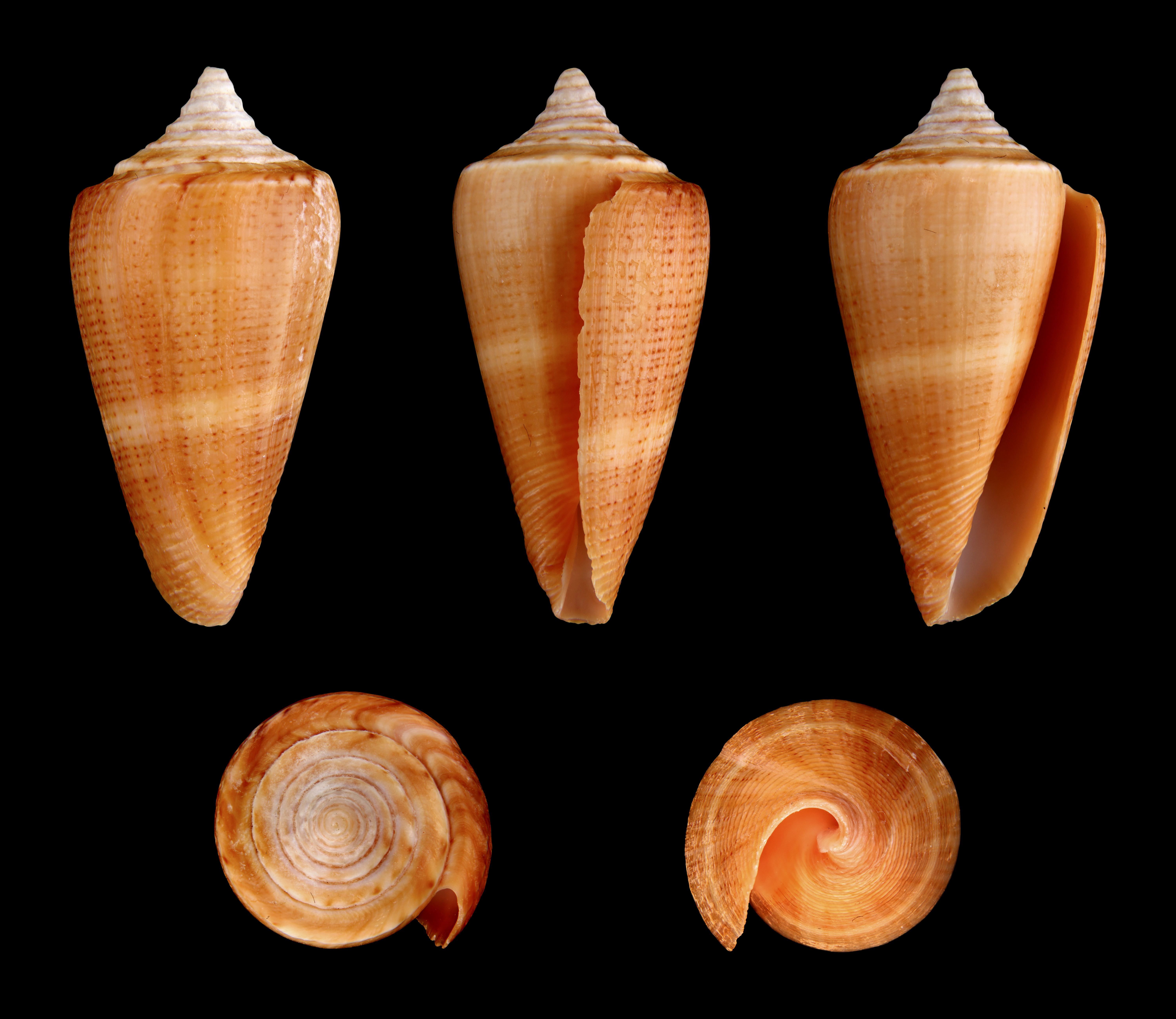
forma lignarius

## Phân bố
Đây là một loài sống ởhải vực Ấn Độ Dương-Thái Bình Dương. The type locality is Port Sacloban, đảo Leyte in the Philippines.

## Hình ảnh

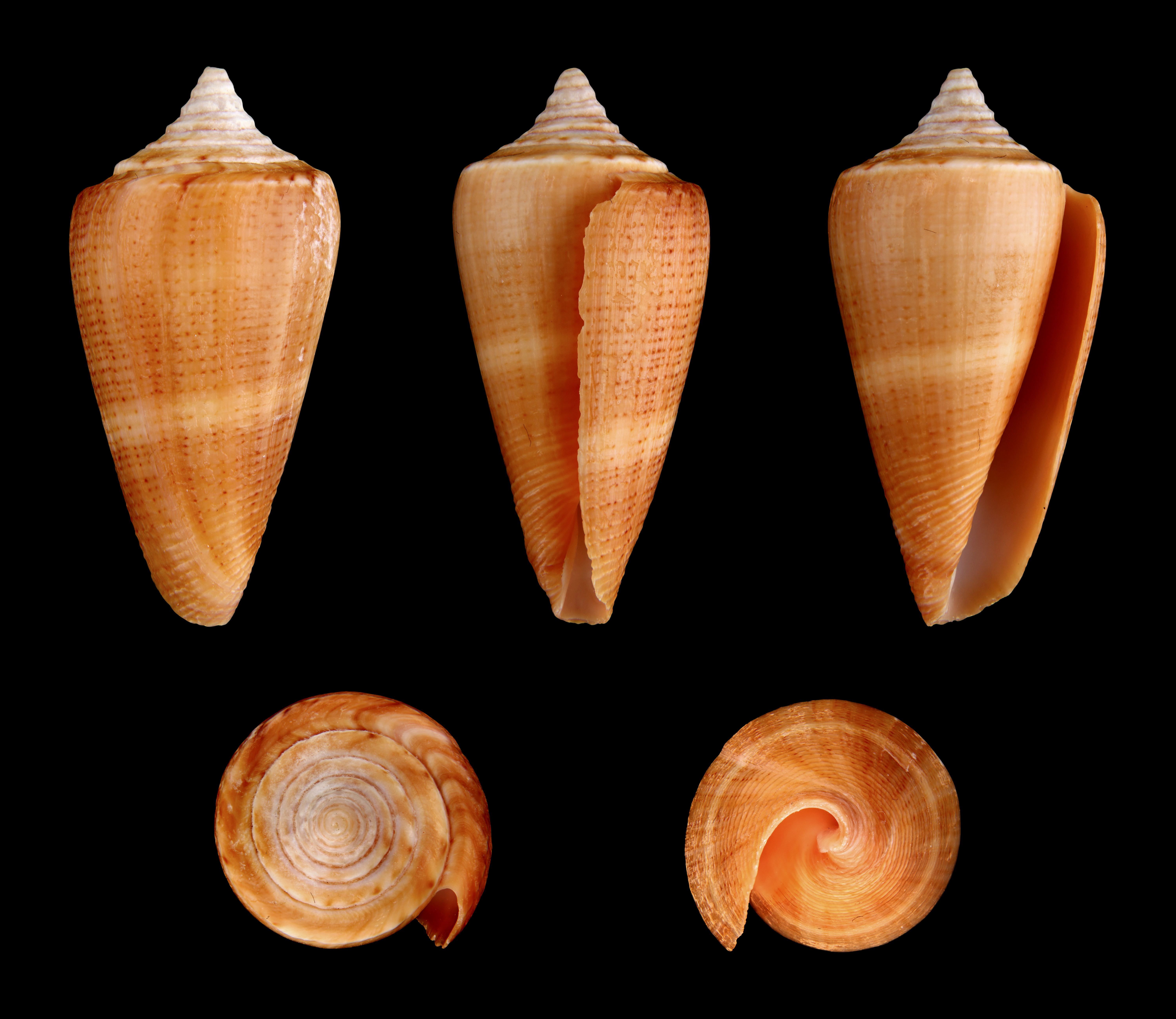
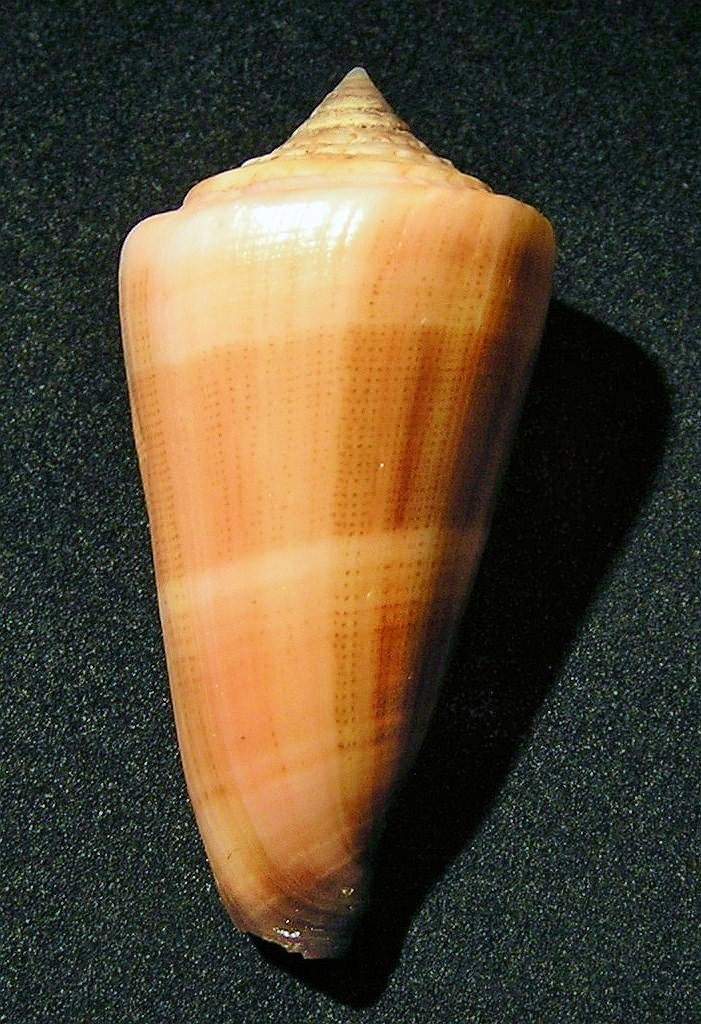
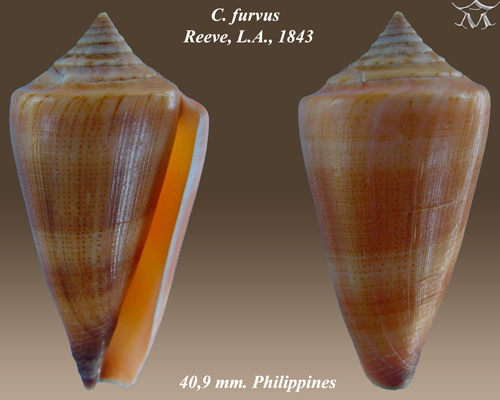
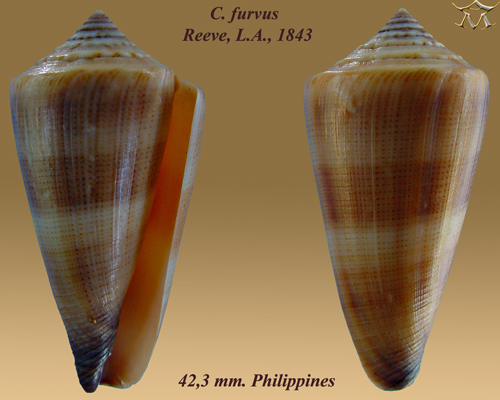